# Asparagus exuvialis
Asparagus exuvialis är en sparrisväxtart som beskrevs av William John Burchell. Asparagus exuvialis ingår i släktet sparrisar, och familjen sparrisväxter. Inga underarter finns listade i Catalogue of Life.